# Stephen Schneider

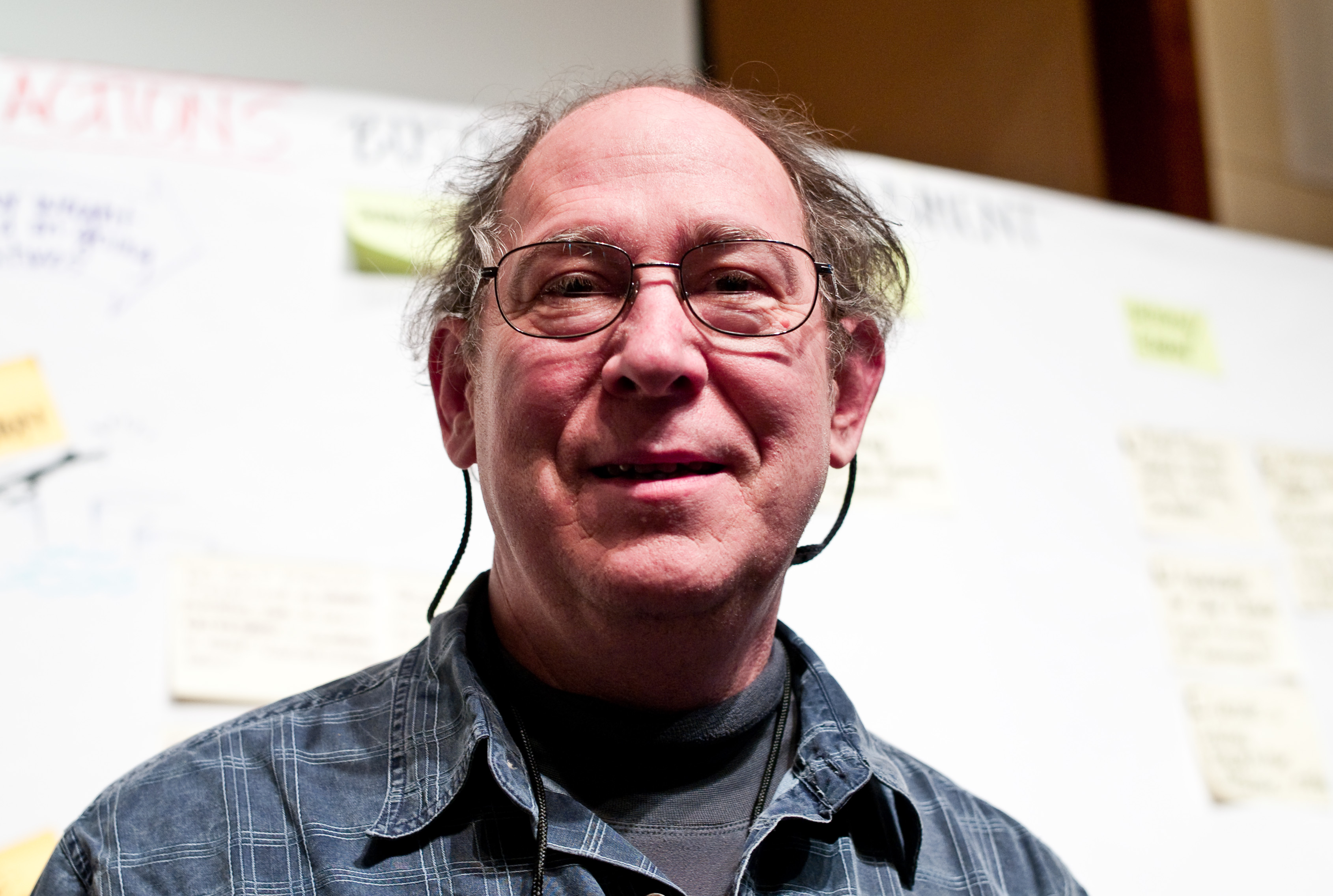
Stephen H. Schneider

Stephen Schneider (1945 - Londen, 19 juli 2010) was een Amerikaans klimatoloog. Hij was hoogleraar in de milieubiologie aan de Stanford-universiteit.
Het zwaartepunt van zijn werkzaamheden lag sinds de jaren 1970 bij de klimatologie en vooral bij de opwarming van de Aarde. Schneider was gespecialiseerd in het opstellen en het ontwikkelen van klimaatmodellen, de fysieke effecten van broeikasgassen en de wisselwerking tussen klimaatveranderingen en biologische systemen. Schneider was een der eerste wetenschappers die aandrong op een interdisciplinair-wetenschappelijke benadering van de klimaatveranderingen.
Schneider was de auteur en de mede-auteur van meer dan 450 wetenschappelijke artikels, boeken en andere bijdragen. In 1992 kreeg Schneider een MacArthur Fellowship en in 2002 werd hij lid van de National Academy of Sciences.

## Getuigenis
Jean-Pascal van Ypersele: ‘Stephen is wellicht de intelligentste mens die ik ooit ontmoet heb. Met een buitengewone bedrevenheid kon hij zich over allerlei onderwerpen ongelooflijk diepgaand uitspreken. In de studie van het klimaat was hij een hevige voorstander van een interdisciplinaire aanpak en van de noodzaak duidelijk te communiceren met de media.’

## Werken
- 2009: Stephen H. Schneider - Science as a Contact Sport: Inside the Battle to Save the Earth's Climate. ISBN 978-1426205408
- 2005: Stephen H. Schneider en Janica Lane - The Patient from Hell: How I Worked with My Doctors to Get the Best of Modern Medicine and How You Can Too. Da Capo Lifelong Books.
- 2002: Stephen H. Schneider, Armin Rosencranz en John O. Niles - Climate Change Policy: A Survey, Island Press.
- 2001: Stephen H. Schneider en Terry L. Root - Wildlife Responses to Climate Change: North American Case Studies, Island Press.
- 1997: Stephen H. Schneider - Laboratory Earth: the Planetary Gamble We Can't Afford to Lose, HarperCollins.
- 1996: Stephen H. Schneider - Encyclopedia of Climate and Weather, Oxford University Press.
- 1992: Stephen H. Schneider en Penelope J. Boston - Scientists on Gaia, MIT Press.
- 1989: Stephen H. Schneider - Global Warming: Are We Entering the Greenhouse Century?, Sierra Club Books.
- 1984: Stephen H. Schneider en Randi Londer - Coevolution of Climate and Life, Sierra Club Books.
- 1976: Stephen H. Schneider en Lynne E. Mesirow - The Genesis Strategy: Climate and Global Survival, Plenum Pub Corp.